# José Augusto do Amaral

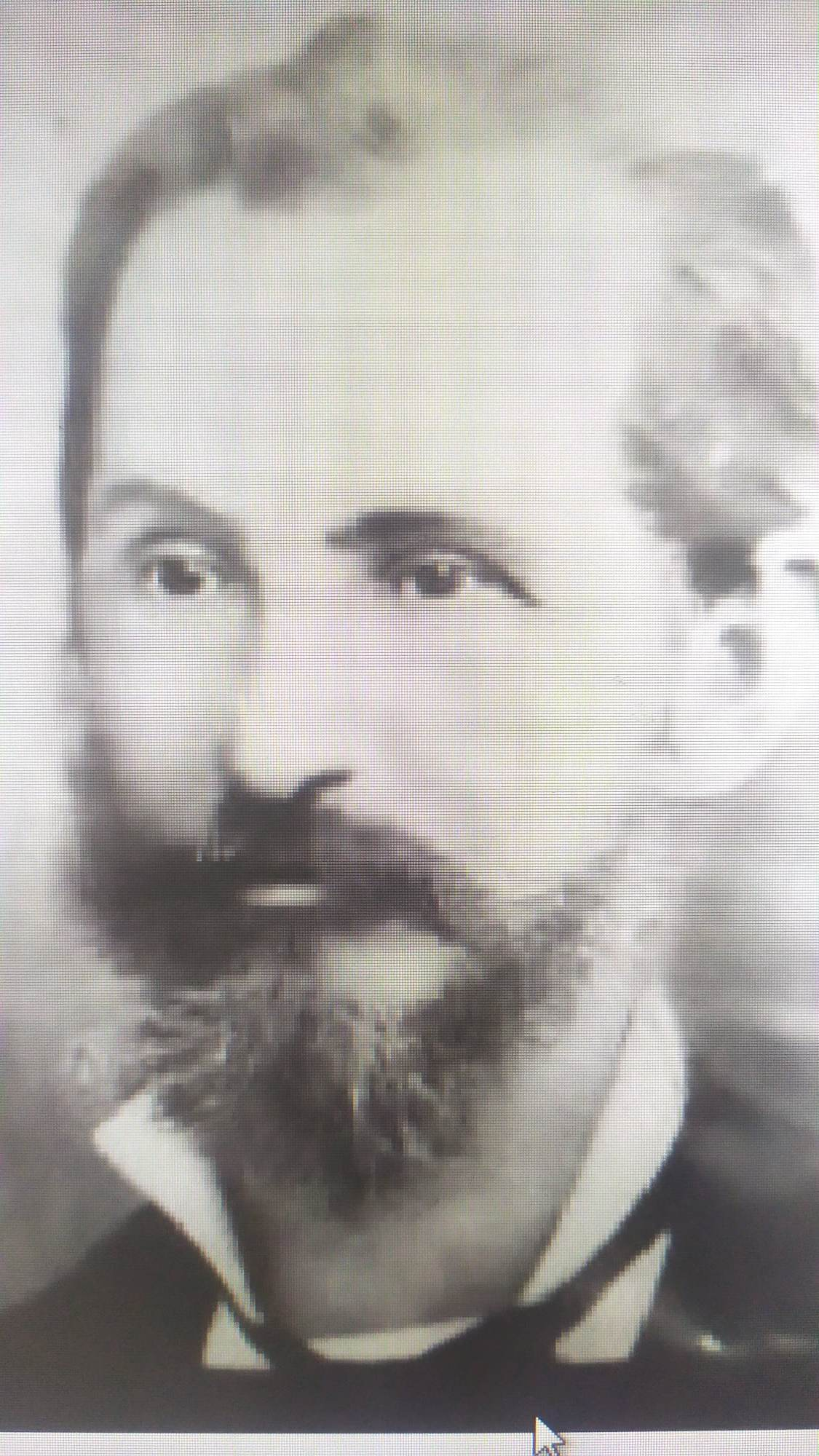

José Augusto do Amaral(Lavras, 1840 - Lavras, 18 de janeiro de 1886)  foi um político, comerciante e Tenente-Coronel da Guarda Nacional em Lavras, Minas Gerais. Filho do alferes e juiz de paz, José Pereira do Amaral e Ana Isabel de Jesus(esta, descendente de Antônia da Graça, a mais velha das 3 ilhoas). Como chefe dos conservadores foi vereador, intendente e deputado provincial em Minas Gerais no biênio de 1882-1883. Casou-se com Mariana Francisca de Abreu(filha do Guarda-Mor José de Abreu Coutinho e Joana Maria de Jesus) e deixou descendentes.
Em janeiro de 1886, no dia 18, em um caso ainda pouco explicado, mas com claríssimas evidências políticas, José Augusto do Amaral, se matou com um tiro no coração. Na noite da tragédia, o juiz de direito da cidade, Fernando Affonso de Mello, fugiu da cidade em companhia de sua esposa e com uma escolta de dez praças.
Bibliografia:
Periódico 'A Província de Minas Gerais', Ouro Preto, 27 de janeiro de 1886;
NÉMETH-TORRES, Geovani . História Geral de Lavras, Volume I. 1. ed. Lavras: Geovani Németh-Torres, 2018. 296p.